# Mail transfer agent
Een mail transfer agent (MTA) is de software van een mailserver die e-mails ontvangt en verzendt. Bij multi-user software kan men als alternatief ook een Mail Delivery Agent (MDA) gebruiken.
MTA's communiceren via het Simple Mail Transfer Protocol (SMTP), maar ook via het X.400-protocol. De MTA van de ontvanger werkt met de Mail Delivery Agent (MDA) van de mailserver, die de e-mails aflevert in de juiste mailboxen in de respectievelijke homedirectory. Hiervoor kan het Local Mail Transfer Protocol worden gebruikt.
Een belangrijk onderdeel van de MTA is de wachtrij. Hier worden alle e-mailberichten tijdelijk opgeslagen, voor als de ontvanger van de e-mail niet direct bereikbaar is. De MTA doorloopt meerdere keren de MX-records van de geadresseerde om de bestelling te verwerken. Als dit niet lukt, stuurt het een bericht terug naar de afzender dat de e-mail niet kon worden afgeleverd.
De MTA is het deel van een mailserver dat het meest kwetsbaar is voor computerbeveiliging, bijvoorbeeld door het binnendringen van malware. Het is ook het onderdeel van de mailserver die maatregelen biedt om spam te voorkomen.

## Lijst van MTA-software

### Unix
- Apache James
- Atmail
- CommuniGate Pro
- Courier Mail Server
- Exim
- Haraka
- MailerQ
- MMDF
- MeTA1
- Message Systems
- OpenSMTPD
- Postfix
- Smail
- ZMailer
- qmail
- qpsmtpd
- sendmail

### Microsoft Windows
- Axigen
- EVO Mail Server
- IBM Domino
- JAMES
- Kerio Connect
- IBM Notes
- MDaemon
- MailEnable
- Mercury
- Microsoft Exchange Server
- Novell GroupWise
- SmarterTools
- SurgeMail
- hMailServer